# Lemonade (Versicherung)
Lemonade ist ein Versicherungsunternehmen, das als Public Benefit Corporation gegründet wurde und seinen Hauptsitz in New York sowie seine europäische Niederlassung in Amsterdam hat. Seit Juli 2020 wird Lemonade als Aktiengesellschaft an der New York Stock Exchange gehandelt.

## Geschichte
Lemonade wurde 2015 von den Mitbegründern Daniel Schreiber und Shai Wininger ins Leben gerufen. Das Unternehmen verkaufte seine ersten Versicherungspolicen in New York im September des darauf folgenden Jahres. Zu dieser Zeit hatte es circa 15 Mitarbeiter. Bis zum Jahr 2019 wuchs Lemonade zu einer Größe von 160 Mitarbeitern und verkaufte 500.000 Versicherungspolicen.
Lemonade kam 2019 als erste geplante Expansion in den europäischen Markt nach Deutschland. Kurz darauf verklagte die Deutsche Telekom Lemonade wegen angeblicher Markenverletzung durch die Benutzung der Farbe Magenta im Logo von Lemonade. Lemonade initiierte daraufhin einen Rechtsstreit und eine Social-Media-Kampagne mit dem Titel #freethepink.
Im Juni 2020 startete Lemonade den Prozess für einen Börsengang mit der SEC. Am 1. Juli 2020 gab Lemonade an der New York Stock Exchange Aktien zu einem Preis von 29 US-Dollar pro Aktie aus.

## Leistungen
Lemonade bietet digitale Hausrat- und Haftpflichtversicherungspolicen (in Deutschland und den Niederlanden), sowie Policen für Mieter und Eigenheimbesitzer (in den USA). Lemonades Geschäftsmodell basiert darauf, dass Lemonade einen fixen Anteil von 25 Prozent der Versicherungsprämien einbehält. Nicht in Anspruch genommene Beiträge, die nach Auszahlung von Anspruchstellern sowie der Rückversicherungsgebühr übrig bleiben, werden an wohltätige Organisationen nach Wahl des Kunden gespendet. Für das Geschäftsjahr 2019 betrug diese Spende circa 1 % der verdienten Prämie.
Lemonade macht bei der Erstellung von Versicherungsangeboten, der Abwicklung von neuen Versicherungsabschlüssen und der Abwicklung von Schadensfällen von Chatbots Gebrauch.